# 괴짜 만세
"괴짜 만세"는 한국에서 제작된 이형표 감독의 1977년 코미디 영화이다. 이승현 등이 주연으로 출연하였고 박인재 등이 제작에 참여하였다.

## 출연

### 주연
- 이승현
- 강주희
- 진유영
- 김성원

### 조연
- 최유리
- 한문정
- 서정일
- 김기성
- 김인
- 김태영
- 윤창기
- 조동환
- 신영선
- 정혜숙
- 반문숙
- 신찬일
- 김민규
- 이치우
- 임성포
- 김신명
- 김애라
- 임예심

## 기타
- 원작자: 이영찬
- 제작부장: 임병호
- 제작부장: 반인섭
- 조명: 김강일
- 스틸: 이태성
- 조연출: 황동주
- 조연출: 정기태
- 스크립터: 진영
- 미술: 이봉선
- 소품: 이원우